# Jessamyn West
Mary Jessamyn West (Vernon, 18 luglio 1902 – Contea di Napa, 23 febbraio 1984) è stata una scrittrice statunitense.

## Biografia
Mary Jessamyn West nasce il 18 luglio 1902 a Vernon, nell'Indiana da Eldo Roy West e Grace Anna Milhous.
Cresciuta in un ambiente quacchero, si laurea nel 1918 al Fullerton Union High School e nel 1923 al Whittier College ed inizia ad insegnare ad Hemet, prima di perfezionarsi ad Oxford e ottenere una cattedra all'Università della California - Berkeley dove completa il dottorato di ricerca.
Colpita da tubercolosi e costretta prima in sanatorio e poi a casa, inizia a dedicarsi alla scrittura e pubblica il suo primo racconto, "99.6", nel 1939.
Raggiunge la notorietà nel 1945 con il romanzo La legge del Signore e in seguito pubblica numerose opere tra raccolte di racconti, poesie, saggi, romanzi e opere autobiografiche.
Muore il 23 febbraio 1984 a causa di un infarto nella Contea di Napa a 81 anni.

## Vita privata
Il 16 agosto 1923 sposa Harry Maxwell (Max) McPherson con il quale adotta sul finire degli anni '50 la trovatella irlandese Ann McCarthy (Cash).

## Opere

### Romanzi
- La legge del Signore (The Friendly Persuasion, 1945), Milano, Mursia, 1957 traduzione di Lilli Silvestri
- The Witch Diggers (1951)
- L'adolescenza di Cress (Cress Delahanty, 1953), Torino, SAIE, 1957 traduzione di Lucilla Jervis
- South of the Angels (1960)
- The Quaker Reader (1962)
- Leafy Rivers (1967)
- Except for Me and Thee (1969)
- Addio al passato (The Massacre at Fall Creek, 1975), Milano, Longanesi, 1976 traduzione di Maria Luisa Cesa Bianchi e Maria Grazia Bianchi
- The Life I really Lived (1979)
- The State of Stony Lonesome (1984)

### Racconti
- Love, Death, and the Ladies' Drill Team (1955)
- Crimson Ramblers of the World, Farewell (1970)
- Collected Stories of Jessamyn West (1986)

### Saggi e Miscellanea
- To See the Dream (1957) Resoconto della trasposizione cinematografica di La legge del Signore
- Love Is Not What You Think (1959) Saggio
- Double Discovery (1980) Diario di viaggio

### Scritti autobiografici
- A Matter of Time (1966)
- Hide and Seek (1973)
- The Woman Said Yes: Encounters with Life and Death (1976)

### Poesia
- The Secret Look (1974)

### Libretti d'Opera
- A Mirror for the Sky (1948)

## Filmografia parziale
- La legge del Signore (Friendly Persuasion), regia di William Wyler (1956) (soggetto)
- Il grande paese (The Big Country), regia di William Wyler (1958) (sceneggiatura)
- General Electric Theater Serie TV (1953-1962) episodio 9x11 (sceneggiatura)

## Premi e riconoscimenti
- Premio Janet Heidinger Kafka: 1975 vincitrice con Addio al passato[7]
- National Book Award per la narrativa: 1952 finalista con The Witch Diggers